# 学校法人郁文館夢学園
学校法人郁文館夢学園（がっこうほうじんいくぶんかんゆめがくえん）は、日本の学校法人。

## 概要
棚橋一郎によって1889年11月13日に開設された『旧制郁文館中学私立学校』が母体。2003年3月18日にワタミフードサービス社長の渡邉美樹が理事長に就任。2006年4月1日に学校法人名を郁文館夢学園、国際高校をグローバル高校と改称している。傘下に郁文館中学校・高等学校、郁文館グローバル高等学校、ID学園高等学校（通信制課程）を設置している。
所在地
東京都文京区向丘2-19-1
設置校
【中高一貫校】
- 郁文館中学校・高等学校（東京都文京区）
- 郁文館グローバル高等学校（東京都文京区）

【広域通信制・単位制高校】
- ID学園高等学校（長野県東御市）

設置クラス・コース
- 郁文館中学校　　　　　　　進学クラス、特進クラス、グローバルリーダー特進クラス、iPclass
- 郁文館高等学校　　　　　　進学クラス、特進クラス、e特進クラス、東大クラス
- 郁文館グローバル高等学校　Liberal Arts Track、Global Science Track
- ID学園高等学校                    週1日コース、週３日コース、総合進学コース、グローバルコース、起業・ビジネスコース、オンライン学習コース

生徒数
全校合計：1466名（2022年4月1日時点）
教職員数
約200名
運営校
- Narayankul Dream Model School＆College（バングラデシュ）
- Japan International Dream School（バングラデシュ）

運営施設
- 奈良原研修センター 鴻夢館（長野県東御市）
- 男子学生寮 Dream House（埼玉県戸田市）

## 体制
理事長：渡邉美樹
- 高等学校・グローバル高等学校校長：渡邉美樹
- 中学校校長：渡邉美樹

## 学園の理念・教育方針
郁文館の教育理念（郁文館の存在目的、学校経営の理念）
子どもたちの幸せのためだけに学校はある
郁文館の教育目的
子どもたちに夢を持たせ　夢を追わせ　夢を叶えさせる
生徒の幸せ8つの条件
1.夢を持ち、追い、叶える
2.ありがとうを集める仕事を持つ
3.健康に過ごす
4.人格を磨く
5.良き生活習慣をつける
6.お金に困らない
7.学力をつける
8.家族・友人と良き人間関係を作る
夢の方程式
遺伝（得意なこと）×意思（好きなこと）×夢（君が起こす奇跡）×運（7つの約束）
夢7原則
一、 「どうしても叶えたい」夢を持つ
一、 夢に日付を入れる
一、 勉強し、計画化する
一、 カラーでイメージする
一、 あきらめない
一、 運を味方にする
一、 夢を追うプロセスの中で成長する
郁文館夢学園　七つの約束　(校訓)
主人公として大いなる人生を　郁文生の誇りを忘れず
夢と希望を持ち　力強く歩き続けなさい
一、　笑顔で元気よく挨拶せよ
一、　約束を守れ　嘘をつくな
一、　すべてに感謝せよ
一、　自らの夢のために限界をこえた努力を継続せよ
一、　損得ではなく善悪で判断せよ
一、　他人の喜び悲しみを共有せよ
一、　正しいと信じ決めたことは　諦めず最後までやり遂げよ
郁文館夢学園の思い
郁文館夢学園はここで学ぶ一人一人の幸せのためだけに存在する
人は人として成長するために生まれてきた
大いなる夢を持ちその夢に向かい一歩ずつ努力を重ねる道のりの中で人としてより思いやり深くより誠実になっていくこと
そしてたくさんの人を愛し
たくさんの人から愛されあなたがいてよかったという「ありがとう」を集めて生きていくことが人の幸せと考える
私には夢がある
いつの日か地球がひとつになること
地球から悲しみの涙がなくなること
地球に喜びの笑顔があふれること
郁文館夢学園がその出発の地にならんことを願う
～120 周年・新校舎竣工を機に校門脇に設置した石碑より～

## 沿革
- 1888年11月 - 東京府本郷区駒込蓬莱町28番地（現:東京都文京区向丘二丁目19番1）に設立、私立郁文館と命名する。初代校長に棚橋一郎。
- 1889年5月1日 - 所在地住所が東京府東京市本郷区駒込蓬莱町28番地へ変更。
- 1913年12月15日 - 私立郁文館中学校と改称
- 1918年4月1日 - 私立郁文館商業学校開校
- 1938年11月12日 - 創立50周年記念式典を九段会館にて挙行
- 1943年7月1日 - 所在地住所が東京都本郷区駒込蓬莱町28番地へ変更。
- 1943年8月 - 財団法人へ改組
- 1944年9月1日 - 商業学校の生徒募集を中止し、工業高校に転換
- 1945年3月10日 - 戦災により鉄筋3階建校舎1棟を残し他全校舎焼失
- 1947年3月15日 - 所在地住所が東京都文京区駒込蓬莱町28番地へ変更。
- 1947年4月1日 - 新学制により郁文館学園中等部と郁文館学園高等学校とに分離改称
- 1951年1月31日 - 学校法改正により、学校法人郁文館学園に改組
- 1954年4月4日 - 商業学校を復活。中学校・高等学校・商業高等学校の3校併設完了創立
- 1965年 - 住居表示により、東京都文京区向丘二丁目19番1となる。
- 1988年11月16日 - 創立100周年記念式典を日本武道館にて挙行
- 1992年12月18日 - 郁文館学園奈良原研修センター（志高館）竣工
- 1993年4月1日 - 国際高等学校開校
- 2003年3月17日 - 経営不振により経営権がワタミ創業者の渡邉美樹に移譲　理事長に渡邉美樹就任
- 2003年4月1日 - 夢教育開始
- 2006年4月1日 - 学校法人名を郁文館夢学園、郁文館国際高等学校を郁文館グローバル高等学校へ改称。
- 2009年6月1日 - 1人1校1年間の留学制度スタート
- 2010年4月1日 - 郁文館中学校・高等学校、グローバル高等学校の3校がすべて共学校となる。新校舎完成
- 2013年1月1日 - 途上国の教育支援及び夢教育実践を目的にバングラデシュに姉妹校設立
- 2015年4月1日 - 郁文館中学校グローバルリーダー特進クラススタート
- 2016年4月1日 - NIE、クロームブック導入
- 2017年4月1日 - 郁文館高等学校“e”特進クラススタート
- 2018年4月1日 - 高校生社長講座～起業塾～開講／中学校「お金科」スタート　郁文館グローバル高校にコース選択制を導入（「Liberal Arts Track」「Global Science Track」）　奈良原研修センターを「鴻夢館」に改称　『ＳＤＧｓ教育日本一』を学園教育目標に設定
- 2018年9月1日 - 男子学生寮ドリームハウスを竣工・運営開始
- 2019年1月1日 - 近未来型教室フューチャーラボを竣工
- 2019年4月1日 - 『生徒の幸せ日本一』を学園教育目標に設定
- 2019年11月13日 - 創立130周年記念祝賀会を帝国ホテルにて挙行
- 2020年4月 - 第10代中学校・高等学校・グローバル高等学校校長に渡邉美樹就任　高等学校通信教育における広域通信制課程のID学園高等学校を開校。
- 2020年4月1日 - 教員力強化を目的に人材開発室を設置
- 2021年1月1日 - デジタルキャンパス化構想（ＤＸ構想）を宣言
- 2021年4月1日 - 中学に『世界人財』を育成するiPclassを新設

## 就任当初、低迷していた学園を立て直すために行われた改革
渡邉美樹が理事長に就任した際、以下の事項を実施した。
＜就任時に職員に対し実施した事項＞
生徒と向き合うときの心構えと、生徒の夢に伴走する心意気を説く目的で、全職員に対し「私たちの学校経営は先生が生徒のために死ねる経営です。その経営についてこられない人はどうぞやめてください」と話、理念集などによりプライベートな時間はなく、子どものために24時間365日、全身全霊捧げること求めた。
教師の携帯電話番号を生徒に教えさせ、「365日24時間電話していい」と伝えるよう指示。
＜就任時に生徒に対し実施した事項＞
本来は退学処分となる者を、投げ出さず何とか面倒を見ていきたいという思いで、校内又は登下校時に携帯電話を使用した、教師への暴言又は暴力、他生徒へのいじめ、法を犯した、またはそれに準じた行為をした生徒には400字詰め原稿用紙100枚の反省文を書かせ、提出するまでは授業を受けさせない方針とした。
＜就任時のその地学園施設の改革＞
1992年（平成4年）10月に長野県小県郡東部町（現・東御市）に完成した「奈良原研修センター」の負債が深刻で渡邉美樹が改革に乗り出した時点で28億円も存在した。この研修センターはバブル期に建設されたもので、東京都には研修施設と申請しておきながら実際には「ホテルハイランドアカデミー奈良原」という名前でホテル営業も行っていた。「ホテルハイランドアカデミー奈良原」営業当時の写真
改革初期に渡邉が視察に向かったところ学生が使用する施設とされながらも豪華なバーラウンジに高級ワインやウイスキーが並んでいたり、客室のベッドは1台数十万円の高級品を使ったり、輸入物の調度品が所狭しと並んでおり明らかに「研修施設」の様子では無かった。
もともと予算10億円で計画していたものを前理事が「どうせ作るなら一流のものに」という考え方で50億円まで建設費が膨れ上がり、さらにはホテルの稼働率を東京都心の一流ホテル超えの70%と想定しているなど計画の雑さが祟り結局1993年（平成5年）1月に開業したところ稼動率が10%程度で、虚偽申請している以上大々的な営業はできず10億円かかる維持費に対して売り上げが年間1億7000万円となり大赤字で法人の経営を悪化させる一因となった。
自治体に申請しなければいけない営利活動を虚偽報告で営業していた事は都の知るところになり「売却するか、もしくは収益事業として改めて申請して賃貸にするか」の判断を迫られ「ホテルハイランドアカデミー奈良原」を賃貸にする方向で調整が進んでいた。しかし買い手が見つからず、ホテル時代の豪華な設備を残したまま生徒たちの林間学校の会場として使われていたが、不良資産として学園の経営を悪化させる一因となった。
渡邉は就任1年目にして個人保証で30億円の資金を借り入れ不良債務を返済することに成功した他、渡邉が推進する「夢教育」の一環として行う「夢合宿」会場として行うため勉強に必要のない設備を売却し長期間放置されていた部分を3000万円で改修。その他60人しか収容できなかった客室に2段ベッドなどを入れて7人まで宿泊可能にし収容人数200人を確保しホテル時代の面影を完全に消し去った。2004年（平成16年）2月から始まった改修は2004年（平成16年）4月に終了し、新入生を迎えて最初の「夢合宿」が行われることになった。
この改革実行により職員の人件費を7割ほどに削減、30名の教師は退職し、14人の生徒が退学となった。また3年ほどで郁文館夢学園への志願者数は3分の1ほどに減少することとなり、渡邉美樹就任以前の勢いを失ったと評されている。

## 過去の不祥事
＜教師へのパワーハラスメント＞
2009年9月、学校法人郁文館夢学園に2005年4月から2009年3月まで教師として勤務していた男性が、中傷を受け不当に解雇されたとして、同校を相手取り訴訟を、近く東京地方裁判所に起こすことが分かった。この男性の陳述書によると、渡邉美樹理事長によるパワーハラスメントが校内で日常的に行われており、渡邉は男性教師の髪形が気に入らないとし、ハサミで教師の髪を自ら「これは断髪式だ」と言い、切ったとしている。この件について当時の校長が調査した結果、この「断髪式」が事実であった事を認めた。
＜生徒の死亡事故＞
2012年、高校1年生の男子生徒が校庭の脇にある地下への吹き抜けから約10メートル下に転落して死亡した。吹き抜けの上に張られたネットに落ちていたゴミ袋を拾うため、転落防止の柵（高さ約1メートル）を越えた際に誤って転落したとみられる。

## テレビ番組
- 日経スペシャル ガイアの夜明け 「公立」vs「私立」～教育再生の最前線では～（2007年3月20日、テレビ東京）[13] - ワタミ流学校経営術を取材。